# 瑞安·麦高恩
瑞安·詹姆斯·麦高恩（英語：Ryan James McGowan；1989年8月15日—）是一名苏格兰裔澳大利亚足球运动员，司职后卫，現效力於澳大利亞職業足球聯賽球队FC悉尼。他现在是澳大利亚国家队的成员。

## 俱乐部生涯
麦高恩在澳大利亚球队帕拉山骑士开始职业生涯， 他是南澳大利亚体育学院足球项目的受训者之一。 2006年，麦高恩加入苏格兰足球超级联赛球队哈茨青训体系，后来担任U19梯队队长，并在2008年被提升入一队。 2008年5月13日，他在2007/08赛季最后一轮联赛哈茨和格雷纳的比赛中替补出场，首次在苏超联赛亮相。 之后不久，他和俱乐部续签了一份为期五年的合同。
2009年10月，麦高恩被租借到苏格兰足球甲级联赛升班马艾爾聯4个月。 10月24日，他在艾爾聯1比5不敌因弗内斯的比赛中为球队首次出场。 2010年1月，艾爾聯将他的租借合同延期到赛季结束。他为艾爾聯在各项赛事中出场29次，射进1球。
2010/11赛季，回到哈茨的麦高恩依然只能担任球队替补，他先后在8月21日4比0击败汉密尔顿以及9月11日0比3不敌凯尔特人的比赛替补出场。 2011年2月15日，麦高恩被租借到甲级球队三个月。 在当天晚上，他就首次代表帕尔蒂克出场。 4月初，在为帕尔蒂克出场8次后，麦高恩被提前召回。 回归后，他又为哈茨在这个赛季出场6次，并在5月7日首次代表哈茨首发登场，对手是格拉斯哥流浪。
2011年7月23日，麦高恩在2011/12赛季的第一轮联赛首发登场，帮助哈茨客场1比1逼平格拉斯哥流浪，赛后被天空体育评选为当场最佳球员。 他成为球队主力阵容的成员，并在2012年1月2日和希伯尼安的爱丁堡德比射进在哈茨的第一个进球，帮助球队3比1击败对手。 在这场比赛中，他用头撞击对手球员伊万·斯普勒的胃部，虽然裁判没有发现这一行为，但苏格兰足球协会在赛后还是对此展开调查， 最终予以麦高恩停赛两场的处罚。 虽然哈茨认为这并非暴力行为，但依然接受对麦高恩的停赛处罚。麦高恩在该赛季的表现非常出色，总共射进3球，其中包括在苏格兰足总杯决赛对阵希伯尼安中的一球，并赢得球队赛季最佳年轻球员的称号。2012/13赛季夏季转会窗关闭前一天，被罚降级到丙级联赛的流浪者以130万英镑的价格向哈茨报价麦高恩和大卫·坦普尔顿，但并没有成功。最终，坦普尔顿加盟流浪者，而麦高恩认为加盟苏格兰丙级联赛将对自己刚刚起步的国家队生涯不利，最终留在哈茨。
2013年1月2日，麦高恩与中国足球超级联赛球队山东鲁能泰山签订了为期两年的合同，并于2013年3月9日对阵大连阿尔滨时上场。

## 国际比赛生涯
麦高恩曾经代表澳大利亚U-20国家队参加在埃及举行的2009年世青赛。 他在小组赛第一场比赛得到一张黄牌和一张红牌，最终澳大利亚1比2不敌捷克。
2012年8月，麦高恩首次入选澳大利亚国家队的集训名单，以备战和苏格兰的友谊赛。他在这场比赛最后时刻替补萨沙·奥格内诺夫斯基出场，上演成年国家队的处子秀。

## 个人生活
麦高恩出生于澳大利亚阿德莱德的一个苏格兰移民家庭， 祖上来自格拉斯哥。 他的弟弟代兰·麦高恩也是一名足球运动员，效力于哈茨。

## 荣誉

### 球會

#### 哈茨
- 苏格兰足总杯冠軍：2014

#### 山東魯能泰山
- 中國足協杯冠軍：2014
- 中國足協杯最有价值球员：2014

### 国家队

#### 澳洲國家足球隊
- 東南亞U19青年錦標賽冠軍：2008
- 国际格罗奈维根20岁以下团队赛冠军：2008

## 外部連結
- Dundee United F.C. Profile （页面存档备份，存于）
- FFA – Young Socceroos profile （页面存档备份，存于）